# Praia da Viração
A Praia da Viração é uma praia localizada na parte central da ilha dos Frades, Salvador, Bahia. Possui um extenso coqueiral e é bastante procurada para a prática do nudismo, por ainda ser bastante deserta.
O acesso por vias marítimas é um pouco arriscado, devido à existência de obstruções e à baixa profundidade na maré baixa. Possui águas extremamente limpas, que facilitam a prática do mergulho.